# Phylloxiphia
Phylloxiphia é um gênero de mariposa pertencente à família Bombycidae.